# Alice Bel Colle
Alice Bel Colle és un municipi situat al territori de la província d'Alessandria, a la regió del Piemont, (Itàlia). Pertanyen al municipi les frazioni de Boidini, Causolo, Gaviglio, Stazione i Valle Boidi.
Alice Bel Colle limita amb els municipis d'Acqui Terme, Cassine, Castel Rocchero, Castelletto Molina, Maranzana, Quaranti i Ricaldone.

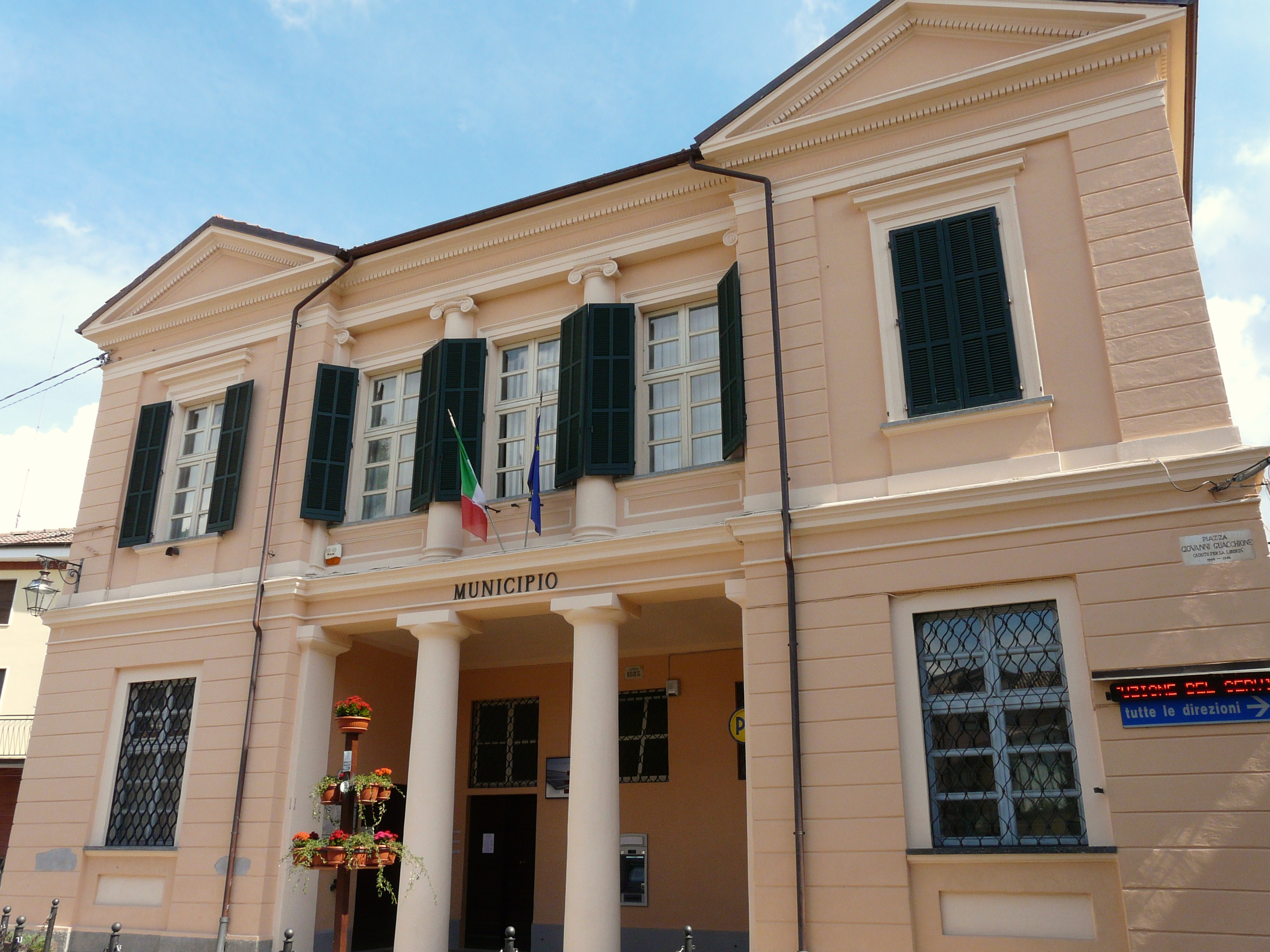
Ajuntament
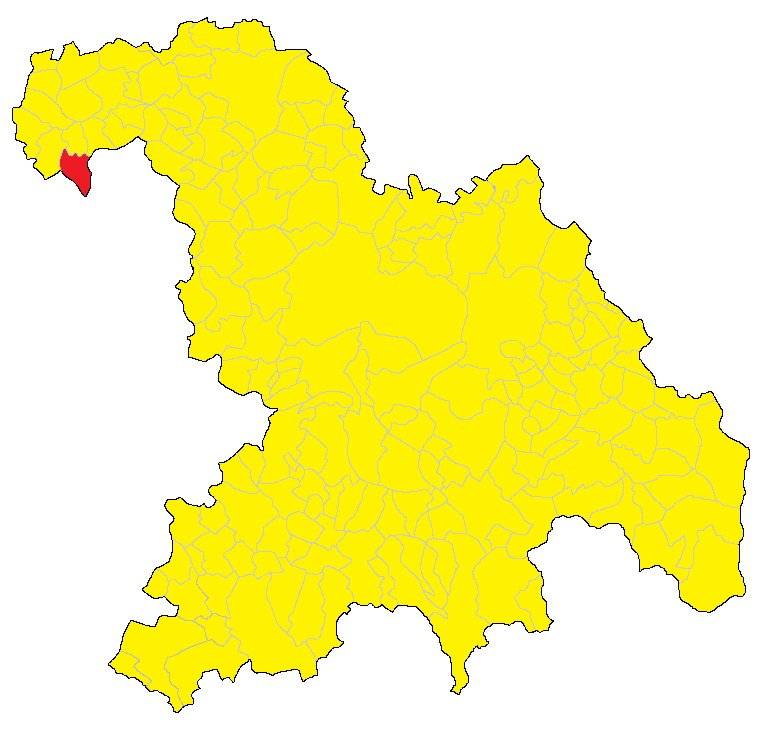
Localització del municipi d'Alfiano Natta a la prov. d'Alessandria (Piemont)